# دينيسي هيس
دينيسي هيس (بالإنجليزية: Dean Hess)‏ هو ضابط أمريكي، ولد في 6 ديسمبر 1917 في أوهايو في الولايات المتحدة، وتوفي في 2 مارس 2015 في هوبر هايتس في الولايات المتحدة.

## معرض صور

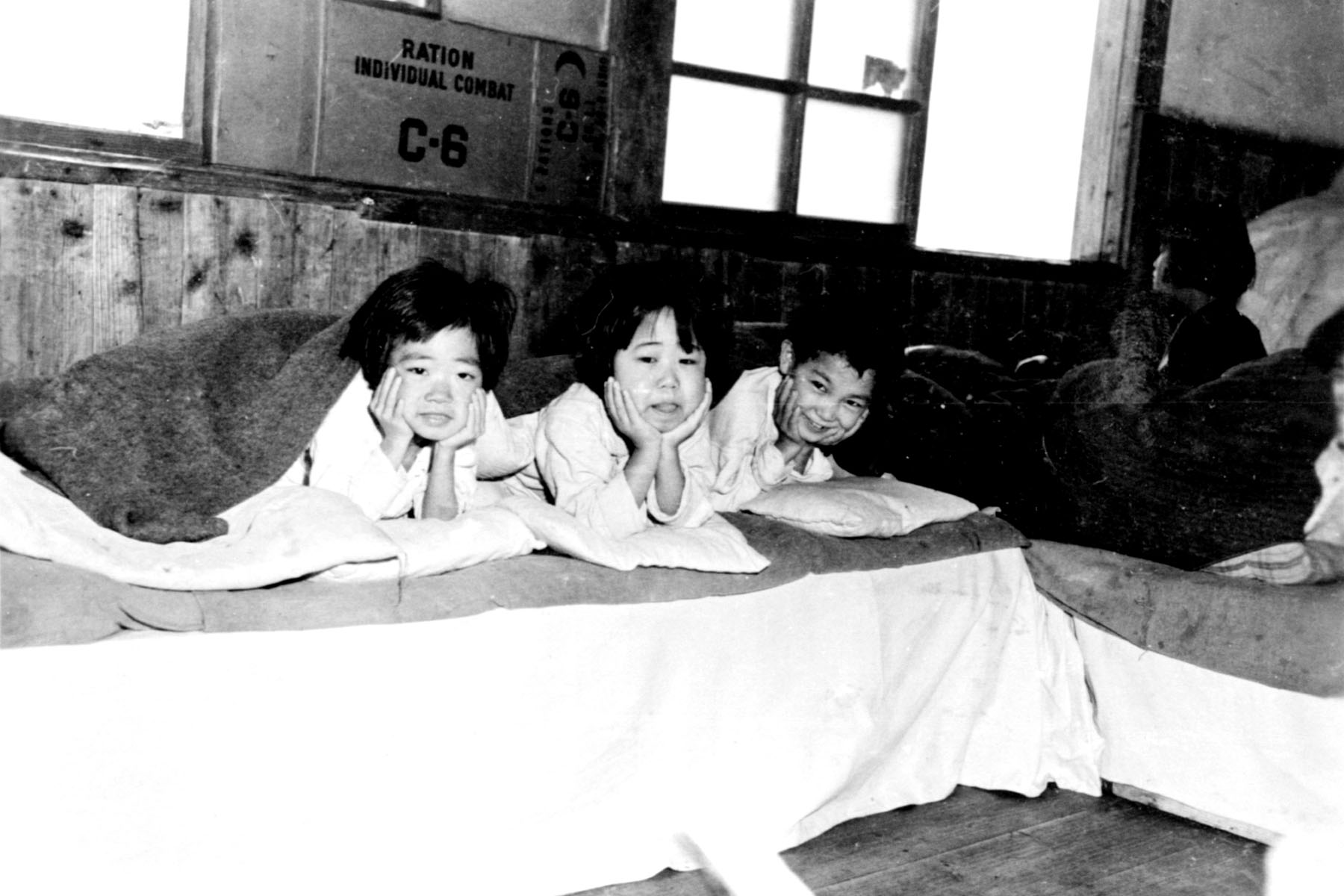
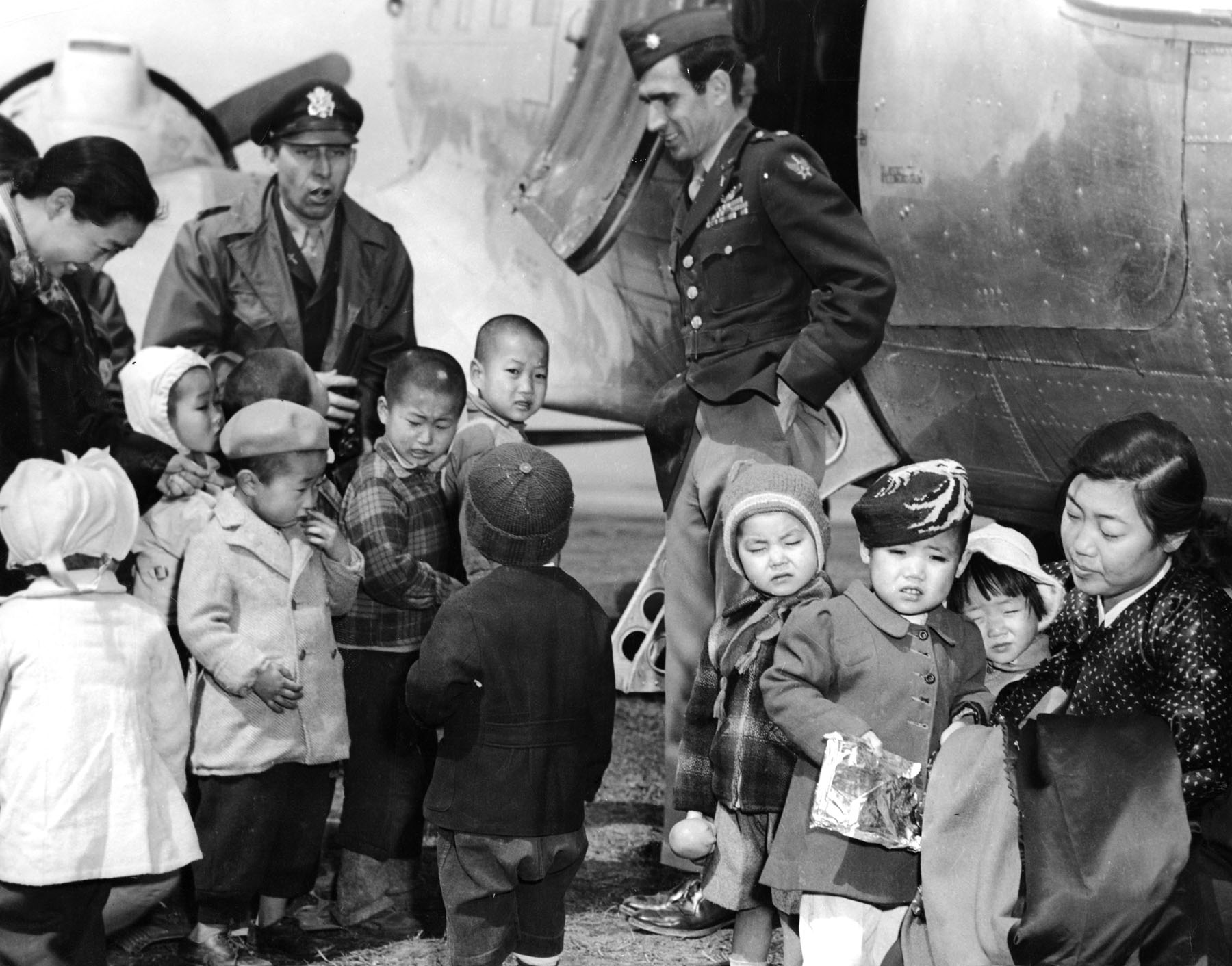
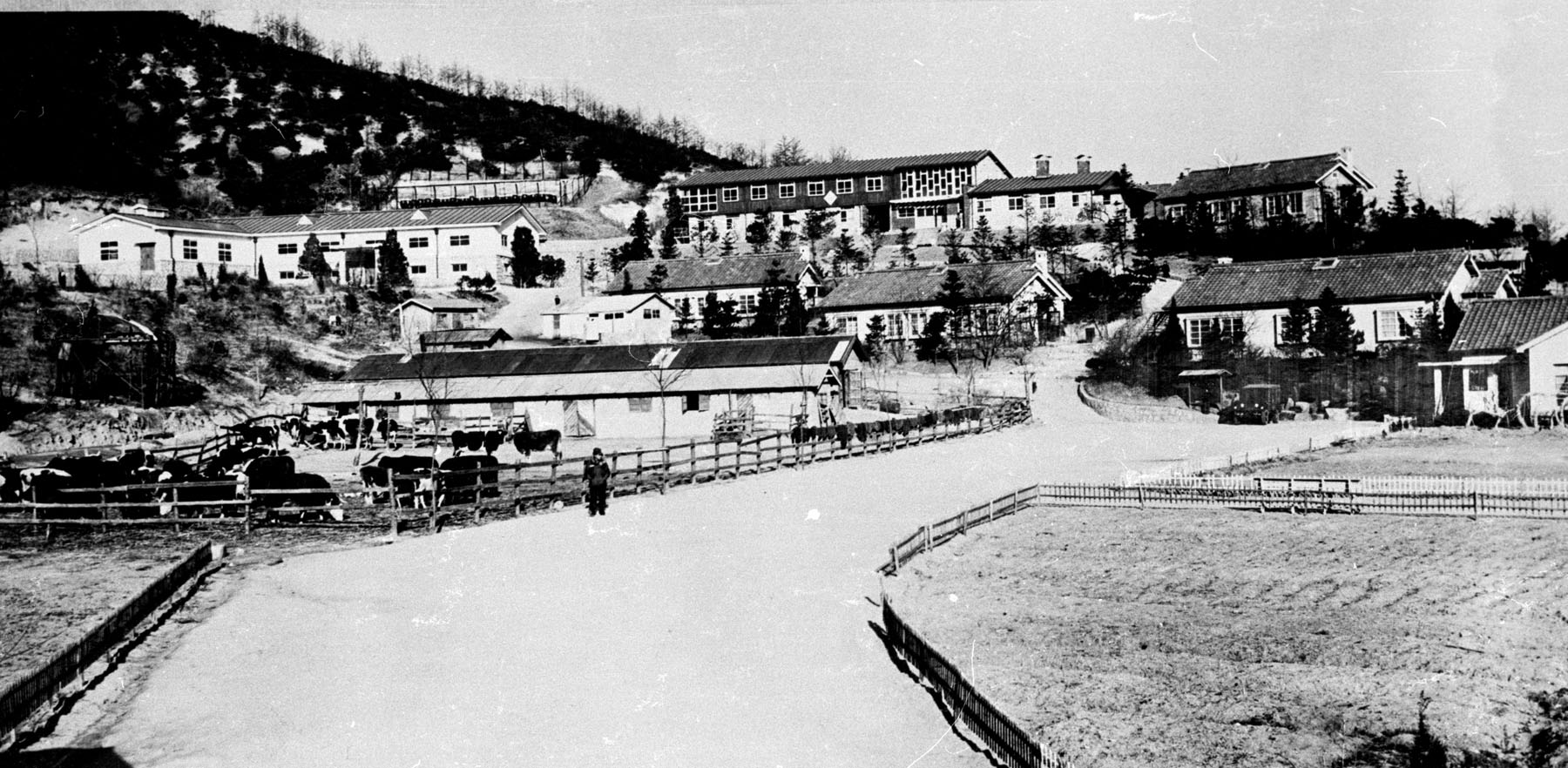

## وصلات خارجية
- دينيسي هيس على موقع IMDb (الإنجليزية)
- دينيسي هيس على موقع مونزينجر (الألمانية)